# Volo SilkAir 185
Il volo SilkAir 185 era un volo di linea della SilkAir da Giacarta, Indonesia, a Singapore.  Il 19 dicembre 1997 il Boeing 737 che lo effettuava si è schiantato nel fiume Musi vicino a Palembang, nel sud di Sumatra, in Indonesia, uccidendo tutti i 97 passeggeri e 7 membri dell'equipaggio a bordo. Le indagini eseguite dalla National Transportation Safety Board hanno stabilito che la causa dell'incidente è stata la deliberata picchiata eseguita dal comandante Tsu Way Ming (朱卫民) con intenti suicidi, causati da difficoltà economiche personali. Mentre gli investigatori indonesiani dell'NTSC non hanno trovato "nessuna prova concreta" a sostegno dell'accusa di suicidio del pilota, e l'unità di controllo della potenza idraulica (PCU) Parker-Hannifin, precedentemente sospettata, era già stata giudicata priva di difetti dal produttore, la dichiarazione finale del NTSC era che non erano stati in grado di determinare la causa dell'incidente e quindi non era conclusivo.
Sebbene l'NTSB e il produttore del PCU Parker-Hannifin avessero già stabilito che il PCU funzionava correttamente, e quindi non era la causa dell'incidente, un'indagine privata e indipendente sull'incidente per una causa civile processata da una giuria presso la Corte Superiore della contea di Los Angeles, a cui non è stato permesso di ascoltare o considerare le conclusioni dell'NTSB e della Parker-Hannifin, ha deciso che l'incidente è stato causato da una servovalvola difettosa all'interno della PCU sulla base dei risultati forensi di un microscopio elettronico, che hanno stabilito che piccoli difetti all'interno della PCU avevano causato l'incidente timone completamente e un conseguente volo incontrollabile e schianto. Il produttore dei comandi del timone dell'aereo e le famiglie hanno successivamente raggiunto un accordo extragiudiziale.

## L'incidente
Trasportando 97 passeggeri e un equipaggio di sette persone, il Boeing 737 è partito dalla pista 25R dell'Aeroporto Internazionale Soekarno-Hatta di Giakarta alle 15:37 ora locale (08:37 UTC) per un volo programmato di 80 minuti per l'Aeroporto Changi di Singapore, con il capitano Tsu Way Ming (cinese: 朱卫民; pinyin: Zhū Wèimín), 41 anni, di Singapore, ex pilota dell'A-4 Skyhawk, ai comandi, insieme al primo ufficiale Duncan Ward, 23 anni, della Nuova Zelanda. Generalmente sul percorso era previsto bel tempo, ad eccezione di alcuni temporali vicino all'Isola di Singkep, 120 km (75 mi; 65 nmi) a sud di Singapore.
L'aereo è stato autorizzato a salire al livello di volo 350 (FL350), a circa 35.000 piedi (11.000 m), e a dirigersi direttamente a Palembang. Alle 15:47:06, mentre salivano a 24.500 piedi (7.468 m), l'equipaggio ha richiesto l'autorizzazione per procedere direttamente al waypoint PARDI. Alle 15:53, l'equipaggio riferì di aver raggiunto la quota di crociera di FL350 e fu autorizzato a procedere direttamente a PARDI e a riferire al traverso Palembang. Il registratore vocale della cabina di pilotaggio (CVR) ha interrotto la registrazione alle 16:05.  Alle 16:10, i controllori del traffico aereo informarono il volo che era al traverso di Palembang e ordinarono all'aereo di mantenere FL350 e di contattare il controllo di Singapore una volta raggiunto PARDI. Il primo ufficiale Ward ha risposto a questa chiamata. Alle 16:11, quasi 6 minuti dopo che il CVR aveva cessato la registrazione, anche il registratore dei dati di volo (FDR) ha interrotto la registrazione. Indagini ad alta quota mostra che si pensa che Tsu abbia escogitato una scusa per far uscire Ward dalla cabina di pilotaggio. Fatto ciò, il pilota ha quindi proceduto a bloccare il suo copilota fuori dalla cabina di pilotaggio prima di disabilitare l'FDR; Si presume che Tsu lo abbia fatto per garantire che non venisse fatta alcuna registrazione di ciò che avrebbe fatto dopo.

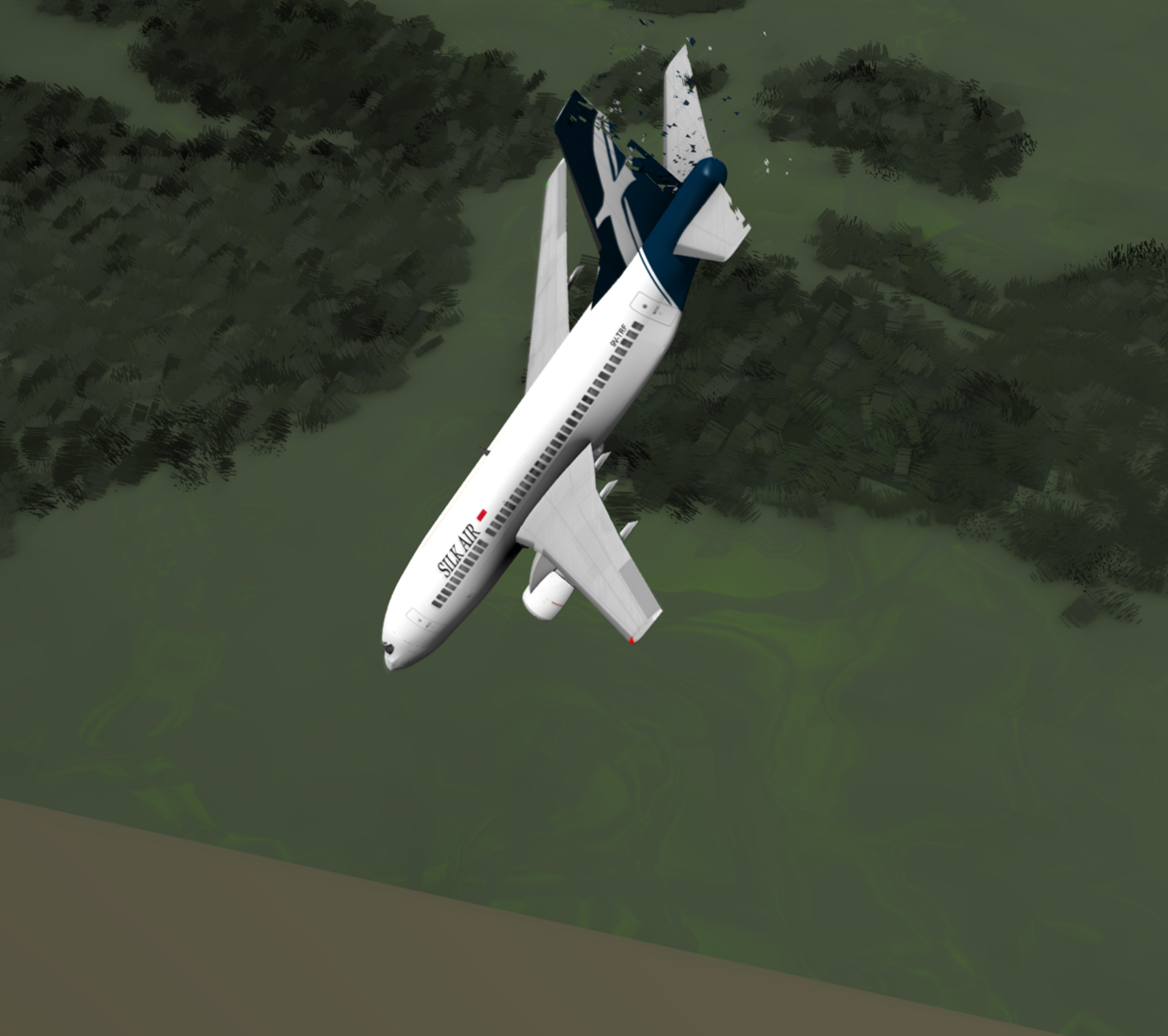
Una ricostruzione grafica della picchiata verso il fiume Musi

Il volo 185 rimase a livello FL350 finché non iniziò una picchiata rapida e quasi verticale intorno alle 16:12. Durante la discesa per 3.700 m (12.000 piedi), parti dell'aereo, inclusa gran parte della sezione di coda, iniziarono a separarsi dalla fusoliera dell'aereo a causa delle elevate forze derivanti dall'immersione quasi supersonica. Pochi secondi dopo, l'aereo colpì il Fiume Musi, vicino a Palembang, Sumatra, uccidendo tutte le 104 persone a bordo. Il tempo impiegato dall'aereo per tuffarsi dall'altitudine di crociera nel fiume è stato inferiore a un minuto. L'aereo stava viaggiando a una velocità superiore a quella del suono per alcuni secondi prima dell'impatto. Parti del relitto erano incastonate nel letto del fiume per 4,6 m.
L'aereo si ruppe in pezzi prima dell'impatto, con i detriti sparsi su un'ampia area, sebbene la maggior parte dei rottami fosse concentrata in un'unica area di 60 metri (200 piedi) per 80 metri (260 piedi) sul fondo del fiume. Non è stato trovato alcun corpo completo, parte del corpo o arto, poiché l'intero aereo e i passeggeri si sono disintegrati al momento dell'impatto. Successivamente furono ottenute solo sei identificazioni positive dai pochi resti umani recuperati.

## L'aereo

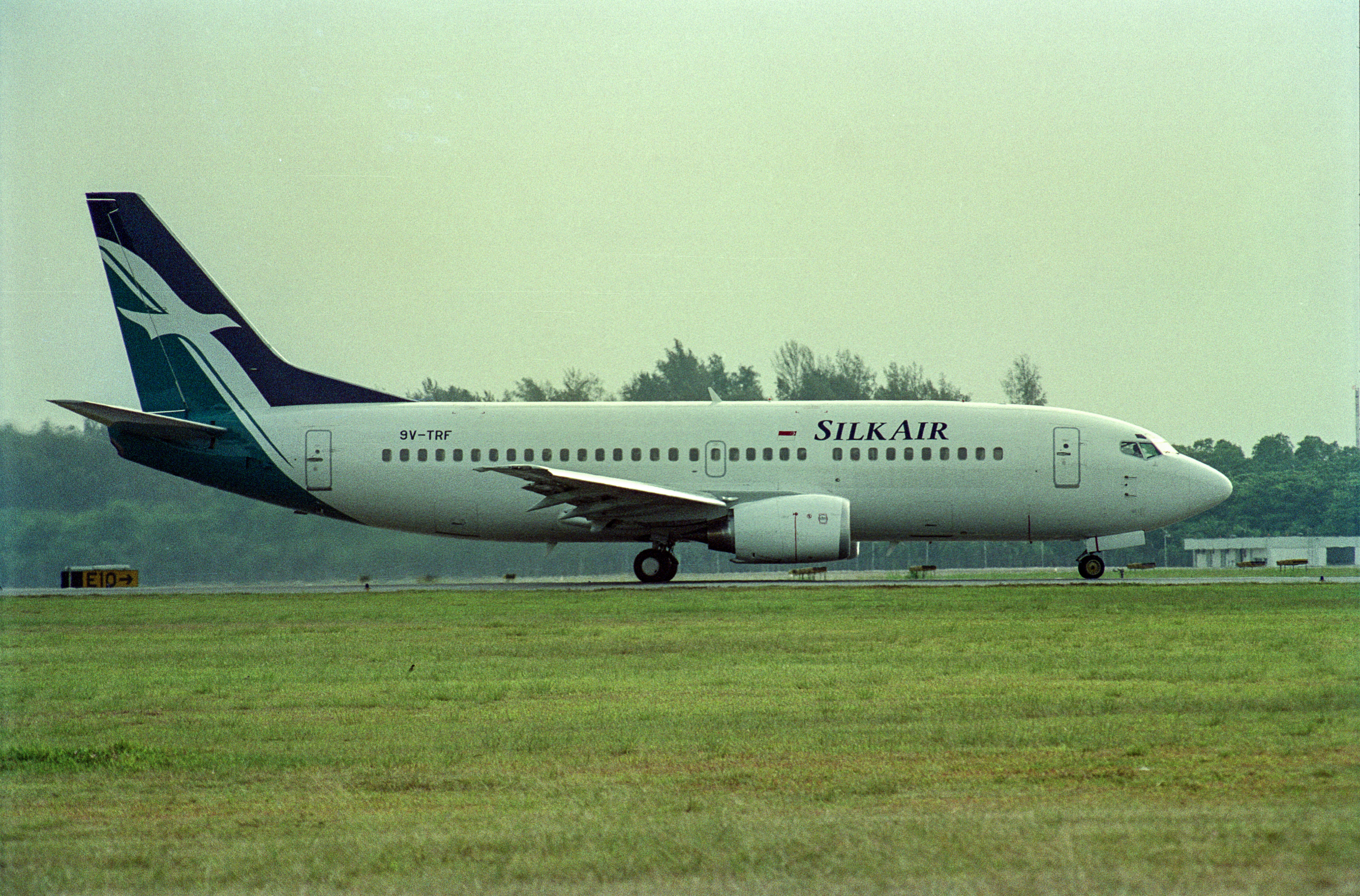
Il Boeing 737 coinvolto nell'incidente, fotografato all'aeroporto di Singapore-Changi nel maggio 1997

L'aereo che operava il volo 185 era un Boeing 737-300 con numero di serie del produttore 28556, registrato come 9V-TRF ed era alimentato da due motori CFM International CFM56-3B2. Dopo aver completato il suo primo volo il 27 gennaio 1997, l'aereo fu consegnato a SilkAir il 14 febbraio, 10 mesi prima dell'incidente. Al momento dell'incidente, era l'aereo più nuovo della flotta SilkAir e aveva accumulato più di 2.200 ore di volo in 1.300 cicli. Questa è la prima e unica perdita mortale dell'aereo per SilkAir nella storia della compagnia aerea.

## Le indagini e report finale
L'incidente è stato indagato dall'NTSC indonesiano, assistito da gruppi di esperti provenienti da Stati Uniti, Singapore e Australia.
Circa il 73% dei rottami (in peso) è stato recuperato, parzialmente ricostruito ed esaminato. Entrambi i registratori dell'aereo, il CVR e il FDR, sono stati recuperati dal fiume e i loro dati sono stati estratti e analizzati.
Gli investigatori hanno testato 20 diverse simulazioni per vari scenari di guasto dell'attrezzatura e hanno scoperto che l'unico scenario che corrispondeva alla traiettoria radar effettiva della discesa e dello schianto del volo era una picchiata ripida ad alta velocità comandata da uno dei piloti. Inoltre, gli investigatori avevano trovato il martinetto di assetto per lo stabilizzatore orizzontale, il che rivelò che gli input di volo di uno dei piloti avevano spostato lo stabilizzatore dal volo livellato a una discesa completa con il muso in giù.
Inizialmente si ipotizzò che il primo ufficiale Duncan Ward avesse deliberatamente fatto schiantare l'aereo, poiché era l'unica persona nella cabina di pilotaggio quando il CVR smise di registrare, ma questo fu rapidamente escluso, poiché gli amici, la famiglia e i colleghi di Ward dissero che aveva non ha mostrato alcun segno di depressione o di tendenze suicide durante la sua carriera presso SilkAir ed era di buon umore la mattina del volo dell'incidente.
Alle 16:05, il CVR ha registrato il Capitano Tsu affermando che stava lasciando la cabina di pilotaggio per prendere l'acqua, seguito da una serie di schiocchi metallici (presumibilmente il suono della cintura di sicurezza del capitano che veniva rimossa e della sedia che si muoveva); 13,6 secondi dopo, il CVR ha interrotto la registrazione. I test hanno indicato che si sarebbe sentito un clic sulla registrazione del CVR se l'interruttore del CVR fosse scattato normalmente, ma non se fosse stato estratto manualmente. Poiché non si è verificato alcun clic, il Capitano Tsu probabilmente ha estratto l'interruttore del CVR mentre lasciava la cabina di pilotaggio. Alle 16:11, FDR ha interrotto la registrazione. Gli investigatori dell'NTSC e dell'NTSB pensavano che se il Capitano Tsu fosse stato responsabile dell'incidente, avrebbe dovuto inventare una scusa per convincere il primo ufficiale a lasciare la cabina di pilotaggio prima di disabilitare l'FDR (il che avrebbe immediatamente attivato un messaggio di avvertimento principale su entrambi i piloti). pannelli di controllo), in modo che le sue azioni non venissero notate. Alle 16:12, come registrato dal radar terrestre indonesiano, l'aereo è entrato in una rapida discesa, si è disintegrato e si è schiantato nel fiume Musi.
Il 14 dicembre 2000, dopo tre anni di indagini, l'NTSC indonesiano ha pubblicato il suo rapporto finale. Il presidente dell'NTSC ha ignorato le conclusioni dei suoi investigatori - secondo cui l'incidente è stato causato deliberatamente dal input del pilota - così che il rapporto affermava che le prove erano inconcludenti e che la causa dell'incidente non poteva essere determinata.
L'NTSB statunitense, che ha anche partecipato all'indagine, ha concluso che le prove erano coerenti con una manipolazione deliberata dei controlli di volo, molto probabilmente da parte del capitano.
In una lettera all'NTSC datata 11 dicembre 2000, l'NTSB ha scritto:
L’esame di tutte le prove fattuali è coerente con le conclusioni secondo cui:
1) nessun malfunzionamento meccanico o guasto correlato all'aereo abbia causato o contribuito all'incidente, e
2) l'incidente può essere spiegato con un'azione intenzionale del pilota. Nello specifico,
a) il profilo di volo dell’aereo coinvolto sia coerente con i continui input manuali del controllo di volo a muso in giù;
b) le prove suggeriscono che il registratore vocale della cabina di pilotaggio (CVR) è stato intenzionalmente disconnesso;
c) il recupero dell'aereo è stato possibile ma non tentato;
d) è più probabile che gli input per il controllo del volo a muso in giù siano stati effettuati dal capitano che dal primo ufficiale.
Geoffrey Thomas del Sydney Morning Herald ha detto: "un rapporto segreto ha confermato che le autorità indonesiane non avrebbero emesso un verdetto pubblico perché temevano che avrebbe reso la loro stessa gente troppo spaventata per volare". Santoso Sayogo, un investigatore dell'NTSC che ha lavorato al caso SilkAir 185, ha affermato che l'opinione dell'NTSC è stata condivisa da alcuni investigatori indonesiani, che sono stati ignorati dal loro capo.

### Potenziali motivazioni
All'indomani dell'incidente, furono suggeriti diversi potenziali motivi per il presunto suicidio e omicidio del capitano, comprese le recenti perdite finanziarie di 1,2 milioni di dollari (le sue transazioni azionarie mostravano scambi di oltre un milione di azioni e i suoi privilegi di negoziazione di titoli erano stati sospesi). giorni prima dell'incidente per mancato pagamento), la settimana precedente aveva ottenuto una polizza di assicurazione sulla vita da 600.000 dollari, che avrebbe dovuto entrare in vigore il giorno dell'incidente (anche se in seguito si scoprì che si trattava di una polizza di routine stipulata nell'ambito di un obbligo ipotecario), ha subito diverse azioni disciplinari da parte della compagnia aerea (inclusa una relativa alla manipolazione impropria dell'interruttore CVR) e la perdita di quattro compagni di squadriglia durante il suo addestramento di volo militare, 18 anni prima sul data esatta dell'incidente. Aveva anche avuto diversi conflitti con Ward e altri copiloti che avevano messo in dubbio la sua idoneità al comando. Le indagini hanno successivamente rivelato che il suo totale attivo era superiore alle sue passività, sebbene le sue liquidità non potessero coprire i suoi debiti immediati; il suo reddito mensile era inferiore alla spesa mensile della sua famiglia; e aveva alcuni debiti in sospeso sulla carta di credito.
Un'indagine ufficiale delle forze di polizia di Singapore sulle prove del reato che ha portato all'incidente non ha trovato "nessuna prova che il pilota, il copilota o qualsiasi membro dell'equipaggio avesse tendenze suicide o un motivo per causare deliberatamente lo schianto [dell'aereo]".
Tsu era in passato un pilota dell'Aeronautica Militare della Repubblica di Singapore e aveva oltre 20 anni di esperienza di volo sui vecchi T/A-4S Skyhawks, così come sui più recenti T/A-4SU Super Skyhawks. Il suo ultimo incarico è stato quello di pilota istruttore di uno squadrone Skyhawk.

### Disattivazione delle scatole nere
Il CVR e l'FDR hanno interrotto la registrazione pochi minuti prima della brusca discesa, ma non contemporaneamente. Il CVR ha smesso di funzionare circa 6 minuti prima dell'immersione mentre il capitano lasciava la cabina di pilotaggio per una breve pausa. L'FDR è stato disattivato 5 minuti dopo, circa 1 minuto prima dell'immersione. I test di sovraccarico e di cortocircuito mostrano che un caratteristico tono da 400 Hz viene registrato dal CVR quando l'interruttore del CVR scatta. Gli investigatori non sono riusciti a trovare questo suono sul CVR del volo 185, il che li ha portati a concludere che l'interruttore del CVR fosse stato estratto manualmente. La radio ha continuato a funzionare dopo il guasto del CVR, il che indica che la causa non è stata l'interruzione di corrente. Successive indagini rivelarono che questo FDR aveva precedentemente fallito, per periodi di durata compresa tra 10 secondi e 10 minuti. Il test dell'unità da parte di NTSC non ha rilevato prove che un malfunzionamento o un guasto abbia causato l'interruzione della registrazione dei dati da parte dei registratori.

## Conseguenze

### Cause legali
SilkAir ha pagato un risarcimento di 10.000 dollari alla famiglia di ciascuna vittima, il massimo previsto dalla Convenzione di Varsavia. Boeing ha anche pagato un importo di risarcimento non reso noto. Nel 2001, sei famiglie che avevano fatto causa a SilkAir per danni sulla base dell'accusa che l'incidente era stato causato dal pilota furono respinte da un giudice dell'Alta Corte di Singapore.
Sebbene l'NTSB e la Parker-Hannifin avessero già escluso che la causa dello schianto del volo 185 fosse un guasto meccanico dovuto ad una servovalvola PCU difettosa (prodotta dalla Parker-Hannifin), un'indagine indipendente e privata si è concentrata nuovamente su e ha ulteriormente esaminato il dispositivo PCU recuperato il cui malfunzionamento è stato evidenziato in altri improvvisi incidenti di Boeing 737. I registri del produttore relativi a questa particolare unità hanno rivelato che non aveva superato alcuni test di routine, ma affermavano di aver corretto questi problemi. Un esperto di metalli, con l'uso di immagini provenienti da un microscopio elettronico a scansione, ha concluso che la servovalvola presentava "scheggiature" e numerose sbavature "che avrebbero potuto facilmente interferire con il regolare funzionamento della valvola". Dopo che questa indagine fu completata, nel 2004, una giuria della Corte Superiore di Los Angeles negli Stati Uniti, alla quale non fu permesso di ascoltare o considerare le conclusioni dell'NTSB sull'incidente, stabilì che l'incidente era stato causato da una servovalvola difettosa nel timone dell'aereo. Il produttore di dispositivi idraulici PCU, Parker-Hannifin, è stato condannato a pagare alle tre famiglie delle vittime coinvolte in quel caso 43,6 milioni di dollari. Dopo aver minacciato di ricorrere in appello contro il verdetto, la Parker-Hannifin ha successivamente risarcito tutte le famiglie coinvolte (sebbene non si sia assunta alcuna responsabilità).
Il portavoce della Parker-Hannifin ha dichiarato che una legge federale vieta loro di utilizzare il rapporto finale dell'NTSB come prova a favore della società durante la causa. L'avvocato che rappresenta i querelanti ha affermato che la legge non consente solo l'utilizzo delle conclusioni e dei suggerimenti del rapporto NTSB, mentre le dichiarazioni di fatto sono ammissibili.

### Memoriale
Un memoriale per le vittime è stato eretto nel luogo di sepoltura, che si trova all'interno dei giardini botanici vicino a Palembang. Un altro memoriale si trova nel cimitero di Choa Chu Kang a Singapore.

## Il volo SilkAir 185 nei media
Il volo SilkAir 185 è stato analizzato nella puntata Oltre il limite della quarta stagione del documentario Indagini ad alta quota trasmesso da National Geographic Channel.